# Кривонос, Фёдор Андреевич
Фёдор Андреевич Кривонос (17 февраля 1918, Цибульковка, Царичанский район — 30 апреля 1981, Саловка, Днепропетровская область) — советский военнослужащий, участник Великой Отечественной войны, полный кавалер ордена Славы, сапёр 121-го отдельного гвардейского сапёрного батальона 7-го гвардейского танкового корпуса 3-й гвардейской танковой армии 1-го Украинского фронта, гвардии рядовой; командир отделения разведки 121-го отдельного гвардейского сапёрного батальона, гвардии ефрейтор; гвардии младший сержант.

## Биография
Родился 17 февраля 1918 года в селе Цибульковка (ныне Царичанского района Днепропетровской области). Украинец. Член ВКП(б) с 1943 года. Окончил 4 класса. Работал в колхозе.
В Красной армии с 1939 года. На фронте в Великую Отечественную войну с декабря 1941 года.
Сапёр 121-го отдельного гвардейского сапёрного батальона гвардии рядовой Фёдор Кривонос в ночь на 2 января 1944 года под сильным огнём проник в тыл противника, обнаружил пути его отхода, четыре брода на реке Гнилонять в районе населенного пункта Жеребки Житомирской области Украины, минное поле и обезвредил шестнадцать противопехотных мин. За мужество и отвагу, проявленные в боях, гвардии рядовой Кривонос Фёдор Андреевич 22 января 1944 года награждён орденом Славы 3-й степени.
22 января 1945 года командир отделения разведки 121-го отдельного гвардейского сапёрного батальона гвардии ефрейтор Фёдор Кривонос, ведя инженерную разведку, первым с отделением ворвался на мост севернее населенного пункта Фалькендорф в 33 километрах севернее города Оппельн и уничтожил его охрану, взял «языка» и обеспечил проход головных танков по мосту. За мужество и отвагу, проявленные в боях, гвардии ефрейтор Кривонос Фёдор Андреевич 29 марта 1945 года награждён орденом Славы 2-й степени.
21 апреля 1945 года гвардии младший сержант Фёдор Кривонос в городе Клаусдорф во главе отделения с боем овладел мостом, уничтожил шесть противников и восемь взял в плен, обеспечил комендантскую службу на мосту.
Указом Президиума Верховного Совета СССР от 27 июня 1945 года за образцовое выполнение заданий командования в боях с немецко-вражескими захватчиками гвардии младший сержант Кривонос Фёдор Андреевич награждён орденом Славы 1-й степени, став полным кавалером орденом Славы.
В 1946 году гвардии старшина Ф. А. Кривонос демобилизован из Вооруженных Сил СССР. Жил в селе Саловка Царичанского района Днепропетровской области. Работал в колхозе. Скончался 30 апреля 1981 года.
Награждён орденами Славы 1-й, 2-й и 3-й степени, медалями.